# Paweł Nastula
Paweł Marcin Nastula, född den 26 juni 1970 i Warszawa, Polen, är en polsk judoutövare.
Han tog OS-guld i herrarnas halv tungvikt i samband med de olympiska judotävlingarna 1996 i Atlanta.